# Nguyễn Phúc Miên Thần
Nguyễn Phúc Miên Thần (chữ Hán: 阮福綿宸; 16 tháng 2 năm 1817 – 7 tháng 10 năm 1878), tước phong Nghi Hòa Quận công (宜禾郡公), là một hoàng tử con vua Minh Mạng nhà Nguyễn trong lịch sử Việt Nam.

## Tiểu sử
Hoàng tử Miên Thần sinh vào ngày mùng 1 Tết năm Đinh Sửu (1817), là con trai thứ bảy của vua Minh Mạng, mẹ là Thất giai Quý nhân Nguyễn Thị Trường. Ông là người con đầu lòng của bà Quý nhân. Khi còn là hoàng tử, ông thường đến Chí Thiện đường cùng học với các hoàng tử anh em, cũng có học hạnh.
Năm Minh Mạng thứ 18 (1837), hoàng tử Miên Thần thân cận với đám ít học, cho sửa sang phủ riêng không theo quy củ, vua biết được sai lột bỏ áo mũ của hoàng tử và phạt lương một năm, không cho dự chầu hầu. Tháng 11 (âm lịch) năm đó, nhân dịp tấn tôn của Nhân Tuyên Thái hậu Trần Thị Đang, vua sai cấp trả mũ áo lại cho ông, nhưng vẫn phạt lương.
Năm Minh Mạng thứ 20 (1839), vua cho triệu 7 hoàng tử còn nhỏ tuổi chưa được phong tước vào chầu, trong đó có Miên Thần, sai làm thơ ngay trước mặt để vua xem học lực. Các hoàng tử Miên Tể, Miên Mật, Miên Vũ, Miên Thủ lời thơ thông ý đều được gia thưởng; Miên Tích làm thơ chưa hợp cách, cũng châm chước cho qua; riêng Miên Thần và Miên Trữ đều bỏ giấy trắng, bị phạt 3 tháng lương.
Năm Minh Mạng thứ 21 (1840), vua cho đúc các con thú bằng vàng để ban thưởng cho các hoàng thân anh em, các hoàng tử công và hoàng tử chưa được phong tước. Hoàng tử Miên Thần được ban cho một con giải trãi bằng vàng nặng 6 lạng 9 đồng cân. Tháng 11 (âm lịch) năm đó, ông được phong làm Nghi Hòa Quận công (宜禾郡公).
Năm Thiệu Trị thứ nhất (1841), vua ban cho các hoàng đệ là Miên Thần, Miên Tể, Miên Tích, Miên Lương và Miên Tỉnh mỗi người một chiếc thuyền mui đen để dự bị khi theo hầu.
Năm Tự Đức thứ 18 (1865), vua thấy các hoàng thân là Nguyễn Phúc Mão (con trai út của vua Gia Long), Miên Định, Miên Nghi, Miên Thần, Miên Thẩm và Miên Trinh tuổi cao đức cả nên miễn cho lạy những khi thường triều, nghe chính sự hay khi yến tiệc, điều gì đáng phải sụp lạy thì đều cho lạy ở chỗ ngồi, hoặc đứng dậy, lấy 2 tay chắp lên ngang trán.
Năm Tự Đức thứ 31 (1878), ngày 12 tháng 9 (âm lịch), Quận công Miên Thần qua đời, thọ 62 tuổi, thụy là Cung Lượng (恭亮). Mộ của ông được táng tại Dương Xuân Thượng (Hương Thủy, Thừa Thiên - Huế), còn phủ thờ dựng ở Thượng Giáp, xã Nam Phổ (thuộc huyện Phú Vang, Huế).
Quận công Miên Thần có 11 con trai và 3 con gái. Ông được ban cho bộ chữ Túc (足) để đặt tên cho các con cháu trong phòng. Con trai thứ tám của ông là công tử Hồng Tễ tập phong làm Kỳ ngoại hầu (畿外侯).